# Charidotella santaremi
Charidotella santaremi es un coleóptero de la familia Chrysomelidae.
Fue descrita científicamente en 1995 por Boroweic.